# Cảm xạ

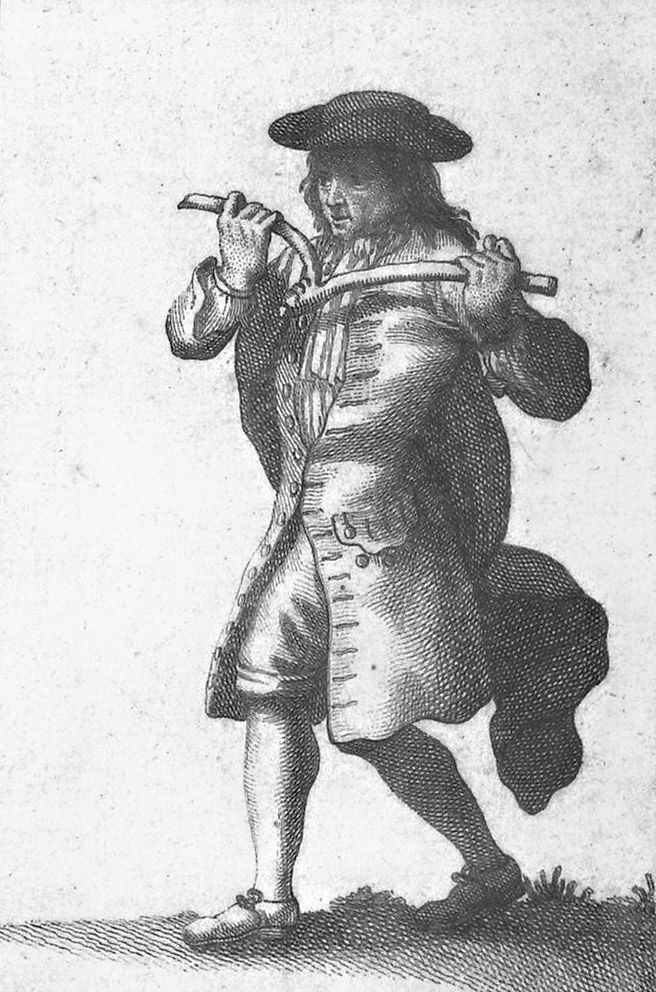
Nhà cảm xạ - tranh minh hoạ sách của Pháp thế kỷ 18 về mê tín dị đoan

Cảm xạ nói đến khả năng một số người tự nhận là nhạy cảm với bức xạ của vật thể. Cảm xạ (tiếng Pháp: radiesthésie; tiếng Anh: radiesthesia; xuất phát từ tiền tố radi- trong tiếng Latin có nghĩa là "phóng xạ" và từ aisthesis trong tiếng Hy Lạp có nghĩa là "nhạy cảm") chỉ kỹ thuật thực hành tìm kiếm các dòng nước ngầm, khoáng vật hoặc các vật thể bị giấu kín hoặc chôn vùi, bằng những dụng cụ đặc biệt như đũa, con lắc v.v., không sử dụng máy móc thiết bị khoa học.
Cảm xạ được thực hành rộng rãi, mặc dù thiếu bằng chứng khoa học về công dụng của nó.
Ở nhiều nước, cảm xạ được coi là giả khoa học (pseudoscience) và phần lớn các cuộc khảo nghiệm khoa học được tiến hành nghiêm túc đã chỉ ra rằng các nhà cảm xạ không thể tìm được các vật thể bị che giấu với hiệu quả lớn hơn kết quả hoàn toàn ngẫu nhiên.
Song cũng có nước, ví dụ Ba Lan, định nghĩa cảm xạ là khoa học nghiên cứu việc phát ra các ion bởi các chất không phóng xạ.

## Lịch sử
Cảm xạ tồn tại dưới các hình thức khác nhau từ hàng ngàn năm trước. Nguyên thủy có thể cảm xạ phục vụ mục đích bói toán (divination) – bói ý chí của các thần, tiên đoán tương lai và tìm tội lỗi trong xét xử. Cảm xạ được thực hành như ngày nay có lẽ bắt nguồn ở nước Đức trong thế kỷ 15, khi được sử dụng để tìm kim loại. Kỹ thuật này đã được truyền bá sang Anh bởi các người khai mỏ Đức đến làm việc trong các mỏ than tại đó. Trong thời Trung cổ, cảm xạ gắn kết với Quỷ dữ. Năm 1659 cảm xạ bị Gaspar Schott tuyên bố là thuộc Sa-tăng. Năm 1701 Toà án Dị giáo (Inquisition) thôi sử dụng đũa cảm xạ trong xét xử. Cuối thập niên 1960 trong thời gian Chiến tranh Việt Nam, Thủy quân lục chiến Hoa Kỳ hình như đã dùng cảm xạ hòng để định vị vũ khí và các địa đạo. Một quyển sách lớn về lịch sử cảm xạ được ông Christopher Bird phát hành năm 1979 dưới nhan đề Cánh tay bói toán.

## Dụng cụ
Nói chung các nhà cảm xạ sử dụng que dò hoặc đũa hình chữ Y hoặc chữ L để hỗ trợ việc tìm kiếm, tuy nhiên một số nhà cảm xạ hoàn toàn không dùng thiết bị nào hoặc dùng các dụng cụ khác. 
Hiện nay dụng cụ cảm xạ rất phong phú và đa dạng.
Nhiều nhà cảm xạ sử dụng đũa đơn giản bằng đồng (brass) uốn gập hình chữ L được gọi là đôi đũa bói (divining rods); nhũng người khác sử dụng đũa hình chữ Y bằng gỗ và thậm chí cái mắc áo bằng dây sắt uốn cong.
Theo ý kiến một số nhà cảm xạ sử dụng đũa bói, đồng cho phép đũa hoà hợp với từ trường mà mục tiêu phát ra không bị trường điện từ của Trái Đất gây nhiễu như trong trường hợp kim loại như thép. Điểm mút của đũa được nhà cảm xạ cầm thường được bọc trong vật liệu cung cấp trở kháng (impedance) điện bất biến, để tránh cho tính dẫn điện (conductivity) của bản thân nhà cảm xạ khỏi bị nhiễu bởi quá trình cảm xạ.
Con lắc (pendulum), nhiều khi chỉ là một miếng pha lê treo dưới dây xích, hoặc một cục kim loại đôi khi được dùng trong việc bó và trong dò nước ngầm. Con lắc thường dùng nhất là:
- Lắc inox hình giọt nước Antoine Luzy,
- Lắc tìm vật mất, chất liệu đồng Izys (Bản quyền của Viện năng lượng sinh học Việt Nam)
- Lắc thạch anh tròn,
- Lắc đựng vật chứng Wahadlo z pojemnikiem (Bản quyền của Viện năng lượng sinh học Việt Nam)
- Lắc tìm ác xạ gây bệnh 5 ăng ten Mer-Izys (Bản quyền của Viện năng lượng sinh học việt Nam)
- Đũa L bằng inox,
- Đũa chữ L, chất liệu bằng đồng, cán gỗ Rezonator Hipanska (Bản quyền của Viện năng lượng sinh học Việt Nam)
- Đũa Lò xo, chất liệu bằng Inox, cán gỗ Biotensor Strunowa (Bản quyền của Viện năng lượng sinh học Việt Nam)
- Đũa tìm hướng năng lượng, chất liệu bằng đồng Physionmenter (Bản quyền của Viện năng lượng sinh học Việt Nam)
- Đũa Michel,
- Lắc Thạch anh
- Lắc Ai Cập

Một phương pháp sử dụng con lắc là đầu tiên người ta xác định phương hướng (trái-phải, lên-xuống) sẽ biểu thị "có" hoặc "không", trước khi tiến hành hỏi con lắc một câu cụ thể.
Phương pháp khác là sử dụng con lắc với cảm xạ đồ - tờ giấy hoặc miếng vải có viết chữ "có" và/hoặc chữ "không" lên trên, cũng có thể là các từ khác được viết trong đồ hình tròn, bán nguyệt, cánh quạt, đa giác,... trên tờ giấy hoặc miếng vải. Người cầm con lắc cố ý giữ nó đứng yên hết sức trên trung tâm. Người xem bói có thể đưa ra các câu hỏi đối với người cầm con lắc, và sau một lát con lắc đung đưa chuyển động cả khối vô thức theo hướng câu trả lời.

## Lý giải
Cả những người ủng hộ và nhiều người hoài nghi cảm xạ đều tin rằng dụng cụ cảm xạ không có lực gì đặc biệt, mà chỉ khuếch đại các chuyển động nhỏ không cảm nhận được của tay phát sinh từ mong đợi của nhà cảm xạ. Hiện tượng tâm lý đó được biết với cái tên "hiệu quả vô thức" (ideomotor effect). Một số người ủng hộ cảm xạ nhất trí với giải thích đó, nhưng cho rằng nhà cảm xạ có sự nhạy cảm tiềm thức đối với môi trường, có thể nhờ thụ điện (electroception), thụ từ (magnetoception), hoặc dòng đất (telluric currents). Một số nhà cảm xạ nói năng lực của họ là phi thường (paranormal). Hiện nay cộng đồng khoa học đã phủ nhận Cảm xạ và đưa vào phạm trù Giả khoa học.

### Theo khoa học
Đến nay chưa có nhà khoa học nào ở Việt Nam thử lý giải công việc cảm xạ; chỉ có bác sĩ Dư Quang Châu, Giám đốc Trung tâm Nghiên cứu và Ứng dụng Cảm xạ Địa sinh học, trực thuộc Đại học Hồng Bàng, Thành phố Hồ Chí Minh đề cập tới cơ sở khoa học của cảm xạ trong các giáo trình giảng dạy từ các khía cạnh:
- Sự phát xạ của mọi vật thể và sóng hình dạng;
- Mối quan hệ hỗ tương giữa các bức xạ của vũ trụ và Trái Đất;
- Sinh từ tính học[6].

### Không theo khoa học
Trên thế giới có hai học thuyết cố gắng lý giải sự hoạt động của hiện tượng cảm xạ: lý thuyết "vật lý" và lý thuyết "tâm thần".
- Phương pháp vật lý đặt giả thiết rằng các dòng nước chảy ngầm dưới đất phát ra những bức xạ nào đó chưa xác định rõ hoặc "rung" một cách đặc thù mà một số người cảm nhận được. Bức xạ đó tác động tới hệ thần kinh của con người khiến các cơ bắp rung động và kết quả là khiến cho con lắc hoặc đũa chuyển động. Các nhà khoa học cho rằng sở dĩ đũa chuyển động là vì trung tâm trọng lực nằm ngoài điểm tựa. Hệ ổn định mờ đó nhậy cảm với sự cố định không hoàn hảo (ví dụ cầm trong tay) và chỉ phản ứng với trọng trường Trái Đất. Tác động của "bức xạ" đến hệ thần kinh cũng không phải là xác suất, bởi vì cơ chế dẫn các xung điện qua dây thần kinh rất giống sự truyền tín hiệu qua thang các bộ chuyển tiếp Schmitt.
- Lý thuyết tâm thần giả định rằng hiệu quả cảm xạ có thể liên quan với một trong các đặc tính của trí tuệ con người. Quan điểm này được xếp vào sự phân tích từ góc độ cận tâm lý học.

## Những trắc nghiệm nhằm khẳng định cảm xạ học

### Thí nghiệm München
Khảo nghiệm nổi tiếng nhất nhằm kiểm tra hiêụ quả của cảm xạ là thí nghiệm được tiến hành ở München (Đức) trong thời gian 1987 – 1988 (kết quả được công bố năm 1989). Tham gia khảo nghiệm có hơn 500 nhà cảm xạ, trong đó 43 người giỏi nhất được chọn tham gia khảo nghiệm giai đoạn hai. Giai đoạn hai cuộc khảo nghiệm là thí nghiệm đặt một ống nước dưới sàn ngôi nhà thô sơ. Nhiệm vụ của nhà cảm xạ là chỉ ra chỗ đặt ống nước. Kết quả khảo nghiệm chỉ ra rằng 37 trong số 43 người được khảo nghiệm không đạt kết quả cho phép họ mang danh nhà cảm xạ. Tuy thế 6 người còn lại đạt kết quả tốt hơn nhiều so với kết quả ngẫu nhiên. Kết cục các tác giả thí nghiệm thừa nhận (năm 1990) rằng hiện tượng cảm xạ có thể coi là được chứng minh bằng thực nghiệm ("a real core of dowser-phenomena can be regarded as empirically proven").
Năm 1995 một trong số các nhà khoa học hoài nghi đã cho rằng kết quả của 6 người đó chỉ có thể giải thích như "sự không chắc chắn của thống kê", hệ quả là những người đó tuy đã đạt được kết quả trên trung bình trong quá trình thí nghiệm, không thể chứng tỏ những năng lực như thế trong thực tế. Những khảo cứu được tiến hành trong các năm sau không xác nhận kết quả thí nghiệm München.

### Giải thưởng James Randi
Quỹ James Randi (JREF) được học giả hoài nghi James Randi treo giải thưởng một triệu đô la cho người nào chứng minh được năng lực phi thường trong điều kiện có kiểm soát. Randi nghi ngờ về tính hợp lí của cảm xạ học. Nhà cảm xạ chính là người thường thấy nhất thử giành giải thưởng này. Tuy thế đến nay không nhà cảm xạ nào thành công trong việc chứng tỏ khả năng tìm nước để có cơ sở lĩnh một triệu đô la tiền thưởng.

## Những nhà cảm xạ nổi tiếng
- Karl Spiesberger
- Straniak
- A. Frank Glahn
- Hellmut Wolff
- Thomas Charles Lethbridge: Tom Lethbridge's dowsing measurment

## Những người hoài nghi
- James Randi
- The Skeptics Dictionary - Includes details of various scientific tests
- Australian Skeptics Divining Test
- An Australian television program about the above divining test at Google Video
- Dowsing In Connecticut - by Perry DeAngelis
- "Cảm xạ, on season 8, episode 2". Scientific American Frontiers [simple; en]. Chedd-Angier Production Company. 1997–1998. Lưu trữ bản gốc 2006. {{Chú thích web}}: dấu thời gian |ngày lưu trữ= / |url lưu trữ= không khớp; đề xuất ngày 30 tháng 11 năm 2005 (trợ giúp)

- Experimental protocol: Dowsing - Scientific test conducted by the Observatoire Zetetique
- The Straight Dope: Does dowsing for water really work? (2007)

## Cảm xạ ở Việt Nam
Bộ môn Năng lượng Cảm xạ, trực thuộc Liên hiệp Khoa học Công nghệ Tin học Ứng dụng (UIA), bắt đầu hoạt động từ ngày 09 tháng 05 năm 1998.
Trung tâm Nghiên cứu và Ứng dụng Cảm xạ Địa sinh học, trực thuộc Đại học Hồng Bàng, Thành phố Hồ Chí Minh, được chính thức thành lập từ ngày 1 tháng 9 năm 2003.
Trung tâm Nghiên cứu và Ứng dụng Dưỡng sinh Năng lượng, trực thuộc công ty Di lịch Suối khoáng Biển xanh.
Trung tâm Nghiên cứu và Ứng dụng Năng lượng Cảm xạ, trực thuộc Liên hiệp Các hội Khoa học và Kỹ thuật Hà Nội.
Viện nghiên cứu và ứng dụng Năng lượng Cảm xạ trực thuộc Liên hiệp Khoa học Công nghệ Tin học Ứng dụng (UIA) được thành lập ngày 20 tháng 8 năm 2012.
Cảm xạ học Việt Nam bước đầu xây dựng nhằm giữ gìn và tăng cường sức khỏe, nuôi dưỡng tinh thần và hướng con người đến "tính thiện", yêu thiên nhiên, yêu cuộc sống, yêu con người, không nhằm mục đích kiếm tiền.
- Viện nghiên cứu khoa học Kiến trúc phong thủy năng lượng cảm ứng (RIAFR), trực thuộc Liên hiệp khoa học tin học ứng dụng UIA, dưới sự hướng dẫn của Chuyên gia cảm xạ học Nguyễn Ngọc Sơn (tốt nghiệp Chuyên gia cảm xạ năng lượng thứ 376 tại Ba Lan); được thành lập ngày 16 tháng10 năm 2008. Đã giúp gần 6.000 người luyện tập, tự chữa khỏi các bệnh hiểm nghèo như: Trầm cảm, mất ngủ sau sinh, viêm đa khớp, lệnh đĩa đệm, đau đầu mất ngủ kinh niên, yếu sinh lý, ăn khó tiêu, huyết áp cao-thấp, trĩ...
- Viện năng lượng sinh học Việt Nam (BVI) được thành lập ngày 27 tháng 7 năm 2012, trực thuộc Bộ Nội vụ và Hội doanh nghiệp vừa và nhỏ ngành nghề nông thôn Việt Nam. Chuyên nghiên cứu năng lượng sinh học của người, động vật, thực vật, đất, đá. Chuyên tìm các mỏ khoáng sản bằng máy móc và các phương pháp cảm xạ năng lượng. Chuyên nghiên cứu các phương pháp luyện tập cảm xạ năng lượng tâm thể để tự chữa bệnh không dùng thuốc. Tập trung nghiên cứu và sản xuất hàng loạt các máy đo năng lượng RFM; Máy đo các từ trường xấu gây ảnh hưởng tới sức khỏe RFI; Máy đo các năng lượng siêu lạ RFG và các dụng cụ trực quan chuyên ngành cảm xạ học

Chưa có văn bản pháp lý nào điều chỉnh hoạt động cảm xạ.

## Các tổ chức cảm xạ
- Viện nghiên cứu khoa học Kiến trúc Phong thủy Năng lượng cảm ứng (RIAFR)
- Viện năng lượng sinh học Việt nam (VBI)
- Trung tâm nghiên cứu cảm xạ & phong thủy ứng dụng (CRF)
- Câu lạc bộ cảm xạ Việt Nam (CRV)
- Câu lạc bộ cảm xạ Lạng Sơn
- Câu lạc bộ cảm xạ năng lượng Cao Bằng
- Câu lạc bộ cảm xạ năng lượng Đồ sơn (Hải Phòng)
- ISD - International Society of Dowsers
- International Digital Dowsers Forum Board
- ASD - American Society of Dowsers
- BSD - British Society of Dowsers
- CSD - Canadian Society of Dowsers
- Cảm xạ học Việt nam